# Балтит

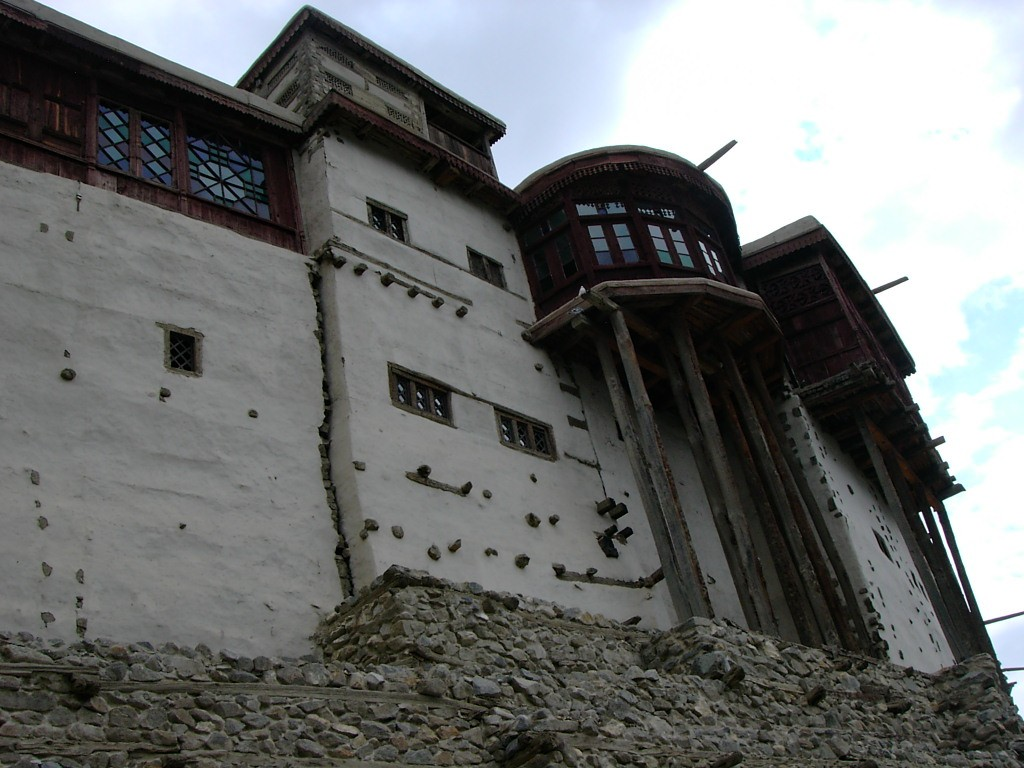
Балтитский форт, бывшая резиденция правителей Хунзы

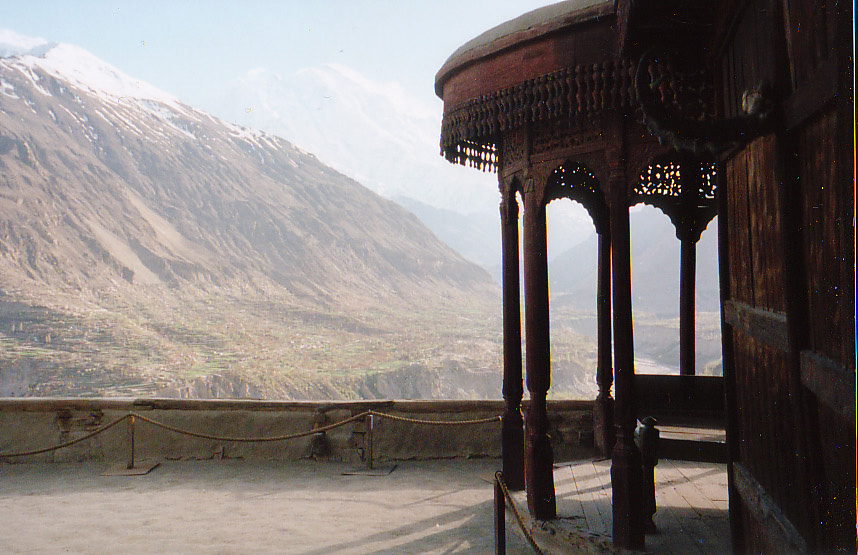
Вид из Балтитского форта на пакистанскую долину Хунза

Балтит (англ. Baltit Fort ; урду بلتت قلعہ‎) — бывший форт, расположенный в городе Каримабаде, который был столицей государства Хунза, а теперь является техсилом в округе Гилгит. Укрепление расположено на каракорумском шоссе недалеко от Гилгита (столицы Гилгит-Балтистана).

## История
Крепость занимает стратегическое положение в долине Хунза, военный гарнизон контролировал сезонную транс-каракорумскую торговлю между Южной и Центральной Азией. Крепость имеет прямоугольную форму и три этажа в высоту. На первом этаже расположены, в основном, камеры хранения. Лестница ведёт на второй этаж, который используется, в основном, в зимние месяцы и имеет зрительный зал, комнаты для гостей, столовую, кухню и комнаты обслуги. На третьем этаже расположена летняя столовая, приёмная палата и спальни.
Правители Хунзы использовали крепость в качестве своей резиденции до 1945 года. Работы по реставрации крепости, проведенные в 1990 году, показали, что основные структуры крепости (оборонительные сооружения и каменная башня), были построены в VIII веке н. э. Каменная башня была дополнена оборонительными сооружениями, связанными друг с другом единым проходом, состоящим из небольших комнат и подземных камер хранения. Комплекс затем был расширен за счёт добавления второго и третьего этажа. Каменные структуры стены, построенной в регионе частых землетрясений, были дополнительно укреплены подпорками из древесины.